# Битва при Сельориго (883)
Вторая битва при Сельориго произошла между Кордовским эмиратом и Королевством Астурия за замок в Сельориго и его окрестности в 883 году.

## Предпосылки
В 882 году в результате первой битвы при Сельориго правитель Мухаммад ибн Любб аль-Касави из династии Бану Каси и Аль-Мунзир, сын кордовского эмира Мухаммада I, были изгнаны из замка Сельориго Вела Хименесом, графом астурийского графства Алава.
Год спустя, в 883 году, Аль-Мунзир собрал армию под командованием Алмондера и Абухалита. Прорвав стены Сарагосы и разграбив город Вильямайор-де-Монхардин и другие города Наварры, он отправился, чтобы вернуть замок Сельориго.

## Битва
Результаты второй кампании для мусульман оказались ещё хуже. После того, как он был первоначально отбит защитниками Сельориго, Аль-Мунзир предпринял вторую попытку штурма замка в Панкорбо и еще одну в Кастрохерисе. Обе попытки закончились полным провалом. Кроме того, атаки привели к большим потерям с мусульманской стороны. Униженный, Аль-Мунзир отправил посланника к королю Астурии Альфонсо III с просьбой о мире.